# Weißschiefer
Weißschiefer ist ein selten auftretendes metamorphes Gestein. Sein charakteristisches Merkmal ist eine Mineralvergesellschaftung (Paragenese) von Talk und Disthen. Diese Paragenese ist unter hochdruckamphibolitfaziellen und eklogitfaziellen Metamorphosebedingungen stabil, d. h. bei Drücken oberhalb von ca. 1 GPa (entspricht einer Tiefe von mehr als ca. 30 km unter der Erdoberfläche) und Temperaturen von ca. 550 bis 850 °C. Solche Bedingungen sind in der Natur unter niedrigen geothermischen Gradienten verwirklicht, z. B. im Bereich von Subduktions- bzw. Kollisionszonen.

## Mineralogie/ Gesteinschemie
Die chemische Zusammensetzung der Minerale in Weißschiefern wird durch das nach den Anfangsbuchstaben der Komponenten benannte MASH-System gekennzeichnet: sie enthalten MgO - Al2O3 - SiO2 - H2O in wechselnder Zusammensetzung. In geringeren Mengen können Fe2O3, Mn2O3, MnO2, FeO, MnO, CaO, TiO2 und weitere enthalten sein. Elemente, die durch Fluide mobilisierbar sind (z. B. Na, K), treten oft nur in geringen Konzentrationen auf.
Bei prograder (ansteigender) Metamorphose wird ein Chlorit-Quarz-Schiefer zu einem Talk-Disthen-Schiefer (Weißschiefer) umgewandelt. Typische „späte“ Abbauprodukte, die durch  retrograde Metamorphose von Talk und Disthen entstehen, sind unter anderem Cordierit, Enstatit, Chlorite, aluminiumhaltiger Anthophyllit oder Kornerupin. In einigen Fällen wurde die Bildung des seltenen Minerals Yoderit beobachtet, das zusätzlich zu den Komponenten des MASH-Systems Fe2O3 enthält.
Weißschieferbildung findet sowohl unter oxidierenden als auch reduzierenden Bedingungen statt. Unterschiede in der Sauerstoff-Fugazität bewirken eine jeweils typische Mineralogie: unter oxidierenden Bedingungen treten Eisen- und Manganoxide (Hämatit, Bixbyit-(Mn)) auf, während unter reduzierenden Bedingungen Sulfide (Pyrit, Pyrrhotin) entstehen.

## Ausgangsgestein
Zumeist entstehen Weißschiefer durch metasomatische Prozesse, also durch allochemische Umwandlung eines Ausgangsgesteines, wobei es hauptsächlich zur Anreicherung von Magnesium und Abreicherung der Alkalien kommt. Diese Umwandlung kann entweder vor oder mit der Metamorphose (prä- oder synmetamorph) erfolgen. Es ist aber theoretisch auch eine isochemische Umwandlung eines saponitischen Bentonits denkbar. In den meisten Fällen wurden basaltische Gesteine als Protolith (Ausgangsgestein) nachgewiesen; in wenigen Fällen geht man aber auch von granitischen Protolithen oder Metasomatose von Orthogneisen durch Zirkulation von hochsalinaren Wässern in Störungszonen aus. Sedimentäre Ausgangsgesteine (z. B. Evaporite oder Pelite) sind hingegen seltener.

## Vorkommen
Weißschiefer sind im Vergleich zu anderen Gesteinsarten eher exotische Gesteine. Europäische Fundorte liegen zum Beispiel in Österreich (im Semmeringfenster der Ostalpen) oder im Simplontunnel. Bekannt sind sie außerdem aus dem Dora-Maira-Massiv und vom Monte Rosa in den Westalpen oder in Norwegen. Außerhalb Europas sind sie von Sar-e-Sang in Afghanistan bekannt, vom Mautia Hill in Tansania, aus dem Dabie Shan in China, vom Sambesi-Gürtel in Sambia, Simbabwe und Mosambik sowie aus Tasmanien.